# ترمس دقيق الأسدية
الترمس دقيق الأسدية (باللاتينية: Lupinus micranthus) نوع نباتي يتبع جنس الترمس من الفصيلة البقولية.

## الموئل والانتشار
موطنه بلاد الشام والمغرب العربي ومعظم مناطق حوض البحر الأبيض المتوسط. والنبات موجود كنبات دخيل في روسيا وأوكرانيا.

## مرادفات للاسم العلمي
- (باللاتينية: Lupinus hirsutus L., nom. ambig. (provisional))